# Miren Dobaran
Miren Dobaran Urrutia (Berango, 1970) es una política, filóloga y profesora, exalcaldesa de Berango y Viceconsejera de Política Lingüística del Gobierno Vasco.

## Biografía y trayectoria política
Se licenció en Filología vasca en la Universidad de Deusto en 1995. Cursó un Máster en Traducción e Interpretación en la Universidad de Deusto y después un Máster en Estudios Feminisitas y de Género en la Universidad del País Vasco.
Se presentó a alcaldesa de Berango por la coalición Partido Nacionalista Vasco/Eusko Alkartasuna (PNV/EA) y ganó las elecciones, convirtiéndose en alcaldesa de Berango de 2000 hasta el año 2007, la primera mujer en ocupar el cargo.
Fue directora general de Promoción de Euskera de la Diputación Foral de Vizcaya (2008-2013) y Directora de Promoción de Euskera del Gobierno Vasco (2007-2008), con el Gobierno Vasco de Juan José Ibarretxe con la coalición PNV/EA.
Ha sido profesora de euskera y de educación secundaria, entre otros en Lauro Ikastola y fue la directora de Lauro Ikastola del año 2013 al 2016. También ha sido miembro del Consejo Asesor del Euskera (2008-2013).
Actualmente es la Viceconsejera de Política Lingüística del Gobierno Vasco, bajo la Consejería de Bingen Zupiria, relevando a Patxi Baztarrika.